# SNCF TGV 라포스트
SNCF TGV 라포스트(프랑스어: SNCF TGV La Poste)는 SNCF, 라포스트의 고속열차로 TGV를 운영하고 있다. 설계 초기부터 우편 고속열차에 운행하기 위해 설계된 고속열차로 1978년부터 1986년까지 알스톰에 의해 TGV 쉬드-에스트로 제작되었다.

## 운영
2009년, 프랑스의 우편 기업인 라포스트는 운행 시 1일 8회에서 1일 6회로 감축되었다.
2012년 3월 21일, 최초로 유로스타 노선에 운행했다. 당시 영국 런던 세인트 팬크러스 역까지 운행했다.
2015년, 프랑스의 우편 기업인 라포스트는 TGV 노선 운행 폐지를 발표했다. 같은 해 6월 27일에 마지막 운행을 끝으로 운행을 종료했다.
2016년 12월, 3편성이 폐차되었다.

## 사진

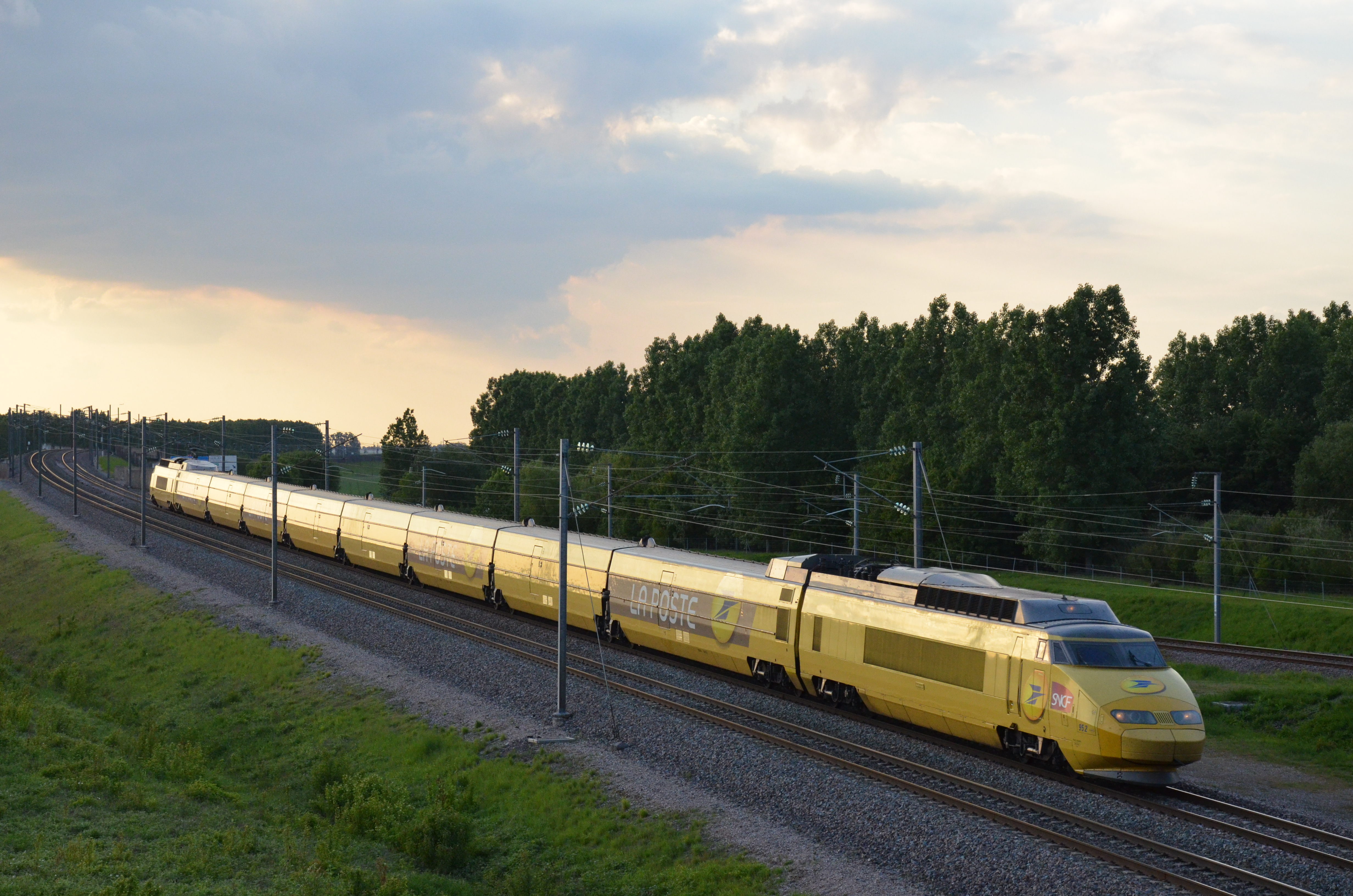
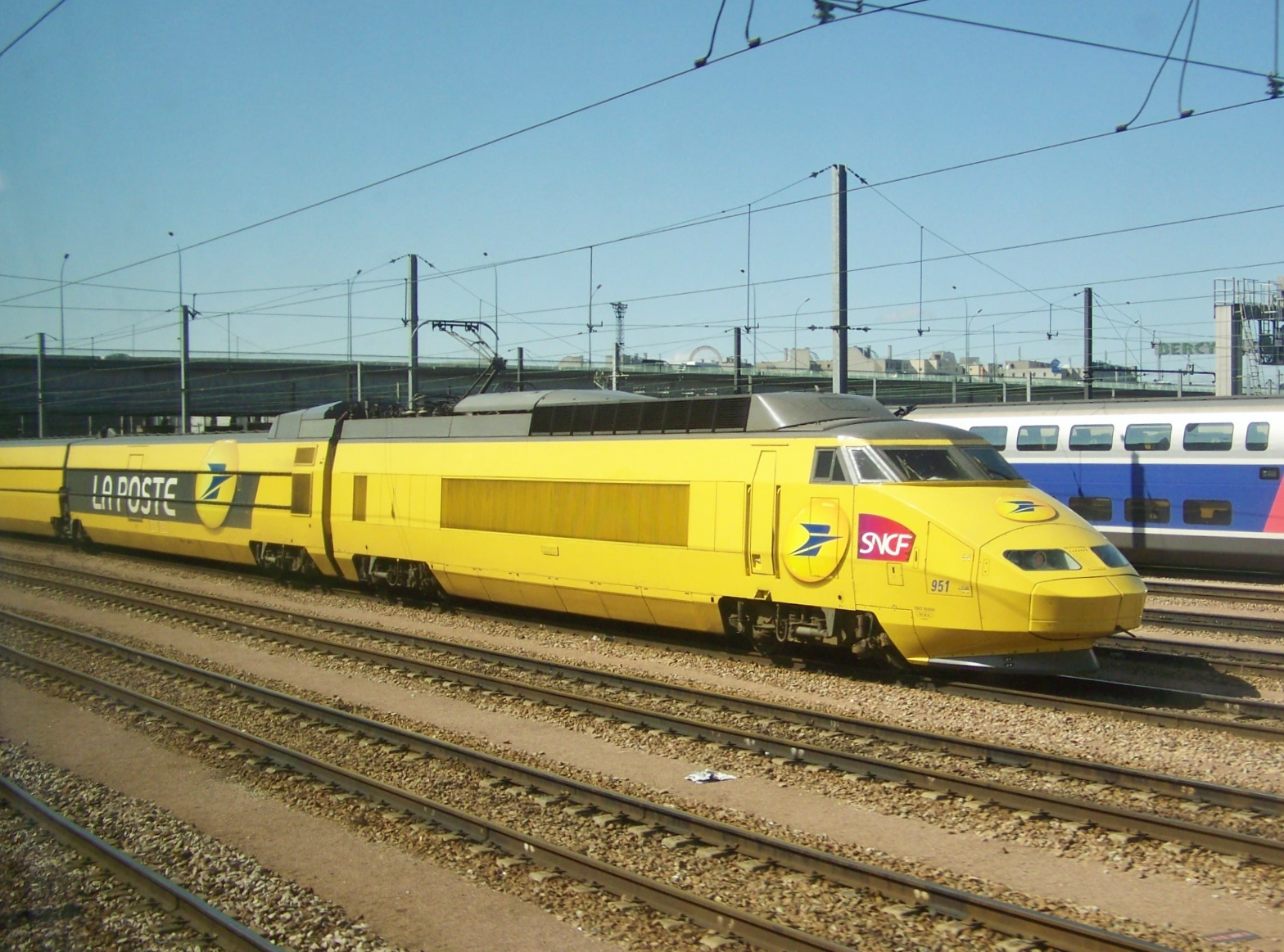
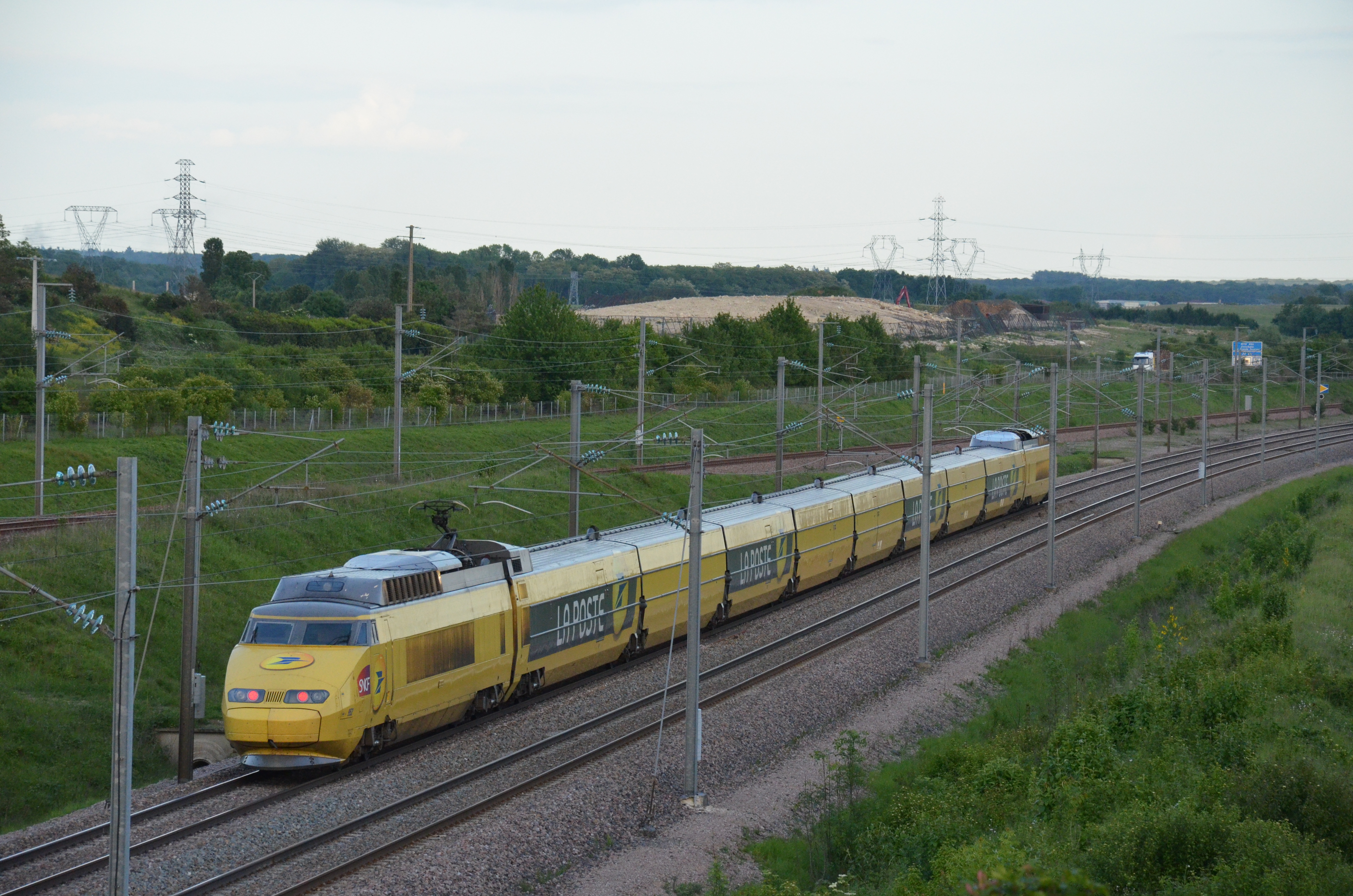
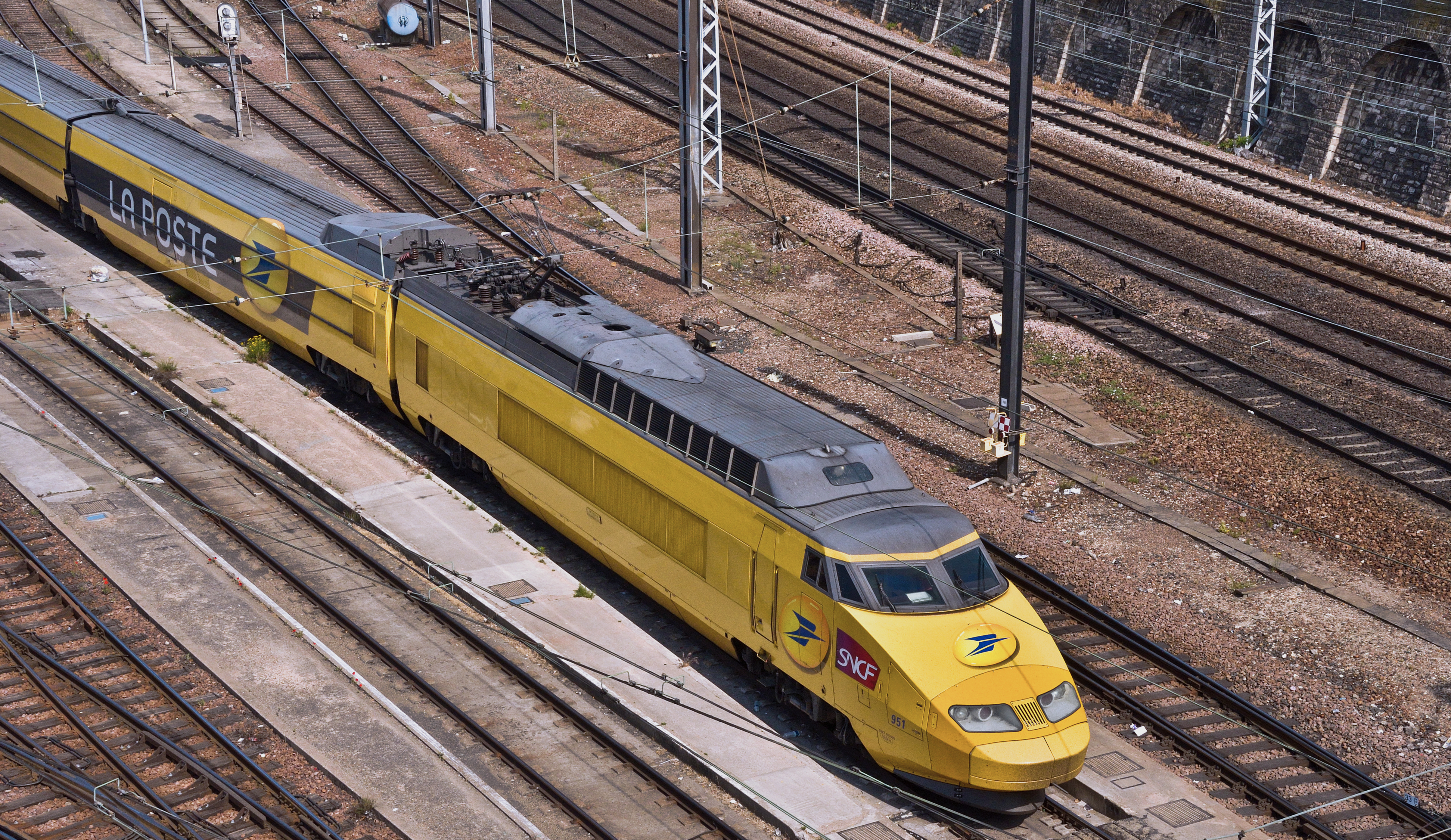

## 운행 차량
| 모델       | 편성             | 도입 시기 | 회사     | 편성    | 비고                     |
| ---------- | ---------------- | --------- | -------- | ------- | ------------------------ |
| 923000번대 | 2.5 (5개 반편성) | 1981년    | 라포스트 | P1 ~ P5 |                          |
| 923000번대 | 1 (2개 반편성)   | 1984년    | 라포스트 | P6 ~ P7 | TGV 쉬드-에스트에서 개조 |